# Nasserisme
El nasserisme va ser un moviment polític nascut a Egipte, liderat per Gamal Abdel Nasser i els joves oficials egipcis que el van ajudar en la revolució de 1952, una conspiració militar que va servir per a enderrocar la monarquia del rei Faruq I d'Egipte. És un corrent nacionalista, de tendència hegemònica, en la qual s'incorporen elements populistes i socialistes. Va posseir certs trets autoritaris propis del tercermundisme de l'època. Malgrat això, ressalta el seu caràcter reformista i la seva capacitat per canviar antigues estructures i impulsar l'economia del país, el màxim exponent del qual és la Presa d'Asuan i la nacionalització del canal de Suez. El seu tercerposicionisme i socialisme sui generis van ser una de les principals fonts d'inspiració per a la creació del Moviment de Països No Alineats, de la qual Egipte va formar part activa.

## Context
Les classes dirigents islàmiques es van enfrontar a la decisió de modernitzar els seus pobles després de la caiguda de l'Imperi Turc, després de la I Guerra Mundial. Des de 1945, la consolidació d'una civilització occidental i el ressorgiment àrab plantegen incessantment el greu dilema d'una renúncia als principis i fonaments de l'Islam o d'una defensa agònica enfront de les imposicions culturals, polítiques i econòmiques d'Occident. La societat apareixerà dividida en fonamentalistes, reformistes i laics. Una cruïlla amb freqüència resolta en durs enfrontaments civils i militars.
Els fonamentalistes estan persuadits de la possibilitat d'avançar sense necessitat d'imitar el model occidental, i preservant a més els preceptes religiosos i morals de l'Alcorà. Els reformistes pensen que tots dos processos poden conviure sense excloure's. Els laics tampoc renuncien, en el fons, a tot l'impressionant bagatge cultural i religiós dels seus pobles, encara que adoptin amb ostentació formes occidentals.
Apareixerà el primer pacte, la Lliga Àrab o Pacte de la Lliga dels Estats Àrabs, al món de la postguerra dins dels processos d'integració de grans àrees polítiques i econòmiques, que arrenquen de la filosofia de blocs llavors vigent. En aquest procés els líders àrabs es van avançar fins i tot a la constitució de les Nacions Unides. Una constitució clau en un món que només volia ser lliure mitjançant la unió d'interessos, encaminats a facilitar el ressorgiment musulmà en l'econòmic, cultural i religiós. És a dir, en el nacional.
Respecte a Egipte, els britànics s'havien retirat del país a finals de 1946 per permetre la seva independència després de la colonització, però sense deixar per això d'apadrinar a la dinastia del rei Faruk I. La participació i derrota egípcia en la guerra contra Israel de 1948 va provocar un definitiu desprestigi de la corona i la revolta d'un grup militar liderat per Gamal Abdel Nasser. En 1952 el rei és enderrocat i el poder va passar a un Consell de Comandament de la Revolució, format per nacionalistes, liberals, marxistes i islamistes. El nasserisme va esdevenir després de la mort de Gamal Abdel Nasser en 1970, el dipositari de l'irredemptisme àrab. Egipte va liderar el moviment panarabista amanit amb ingredients del socialisme.

## L'auge de la doctrina
En els anys cinquanta i seixanta, va dominar en el món àrab una ideologia laica, el panarabisme, lligat al socialisme, a manera de renaixement de la nació àrab, d'una banda, i la seva reforma en el sentit col·lectiu i social per un altre.
El socialisme de Nasser ha estat pragmàtic i antipartidista. Els Oficials Lliures van conduir la revolució de juliol de 1952 inspirats per sis principis:
- Primer: Aconseguir la independència real d'Egipte, és a dir, eliminar la presència britànica.
- Segon: Acabar amb el feudalisme.
- Tercer: Suprimir el domini dels diners sobre el poder polític.
- Cambra: Instaurar un règim que imposés i respectés la justícia social.
- Cinquè: Organitzar un exèrcit fort, sanejat de tots els vicis que els oficials havien patit en carn pròpia durant la Guerra araboisraeliana de 1948.
- Sisè: Establir una democràcia real.

En la praxi política i de gestió del poder es van elaborar alguns cànons fonamentals:
1. L'exercici i l'avantguarda de la revolució. L'elit de l'exèrcit ha fet la revolució pel poble, però no amb el poble. Ha provocat la infiltració de l'exèrcit en l'estructura de gestió de l'administració i burocràcia de l'Estat, amb el que ha transformat el seu paper i estructura.
2. El socialisme nasserista ha promogut el control estatal de l'economia i una sèrie de nacionalitzacions que han implicat gairebé la totalitat d'empreses del país, és a dir, ha satisfet la garantia de les petites propietats privades, sobretot les artesanes i camperoles. Convivència entre una economia nacionalitzada i planificada, on la propietat privada hauria hagut de constituir una de les claus teòriques interessants pel nasserisme.
3. Nasser tenia escassa esperança en els partits tradicionals, els veia com un obstacle en la dialèctica parlamentària del govern reformador, amb el que va imposar el monopartidisme com a garantia de la democràcia directa: la unió socialista àrab, seria l'expressió, legitimada des de baix, de voluntat popular.
4. Aquest corrent rebutja la lluita de classes en nom d'una igualtat d'estaments com a garantia de la justícia social i de la justa distribució dels recursos.

Sobretot l'últim punt demostra com en aquesta política es reivindica una metodologia diferent pel que fa al socialisme marxista. No preveu la dissolució final de l'estat, configura un sistema més o menys personalista, que està lluny de la doctrina marxista. Ha funcionat en el sentit del trasllat d'una categoria política general, de contingut divers, quedant sempre en el quadre d'una problemàtica, l'origen de la qual són les polítiques de característiques europees. Nasser ha rebutjat el comunisme sobre el pla teòric, encara que va estar vinculat a l'ajuda militar, diplomàtica i tecnològica de l'antiga Unió Soviètica.
D'aquesta manera, després del cop militar, se celebrarien les eleccions presidencials egípcies del 23 de juny de 1956, en les quals estaven convocats set milions d'egipcis. Era una elecció plebiscitària per a un únic candidat: Sí o No a l'elecció de Gamal Abdel Nasser. Va guanyar el Sí per un 99,9 % dels vots.
Una variable independent del socialisme nasserista va ser l'islam. Nasser sempre va reivindicar l'origen islàmic del seu socialisme, conferint un valor religiós al principi del rebuig de la lluita de classes.

## Declivi
Nasser havia nacionalitzat la major part de l'economia, fins a tal punt que es va plantejar la necessitat de buscar una nova definició pel que es van dir estats de nou tipus com l'egipci, on la burgesia no era posseïdora dels mitjans de producció i de canvi perquè estaven en mans de l'Estat. En realitat el paper determinant de l'estat es devia al feble desenvolupament de la burgesia nacional com a classe, per la qual cosa només podien anar aconseguint una acumulació capitalista sota l'ombra de l'Estat. No tenia joc propi fora de l'estat. Però a mesura que s'anaven desenvolupant els interessos específics, la burgesia s'anava obrint a l'Estat. Aquesta estratègia de dirigisme estatal, va ser comuna en la seva època per a molts països del Tercer món, que la veien com un mitjà d'aconseguir un ràpid desenvolupament, prenent els exemples de la URSS i de Xina, però també del New Deal nord-americà i del pla Marshall europeu.
El vessant egipci del nacionalisme àrab o nasserisme al govern, progressivament va anar perdent la seva ideologia originària després de la mort de Nasser. La Guerra del Yom Kippur, que va portar amb si una crisi econòmica mundial de 1973, l'anterior guerra mantinguda per la Lliga Àrab contra Israel en 1948, o les altres guerres en 1956 i en 1967 (guerra dels Sis Dies), expressaven contradiccions molt profundes. El nacionalisme àrab va ser la forma específica que va adoptar l'acumulació capitalista i el desenvolupament de la classe burgesa en determinats països, i per això podria dir-se que va ser absorbit per aquesta.